# Alanen Alposjärvi
Alanen Alposjärvi eller Alinen Alposjärvi är en sjö i Finland. Den ligger i kommunen Pello i landskapet Lappland, i den norra delen av landet, 700 km norr om huvudstaden Helsingfors. Alanen Alposjärvi ligger 86,9 meter över havet. Den är 22,88 meter djup. Arean är 8,5 kvadratkilometer och strandlinjen är 27,26 kilometer lång. Sjön  ingår i Torne älvs huvudavrinningsområde. 